# Pierwsza łza
Pierwsza łza – pierwszy singiel promujący piątą płytę Łez, zatytułowaną Historie, których nie było. Do singla powstał teledysk, w którym wokalistka zespołu – Anna Wyszkoni wciela się w rolę anonimowej internautki, chcącej zapoznać na czacie internetowym miłość swojego życia.

## Spis utworów
1. Pierwsza łza sł. i muz. Adam Konkol 3:18